# Chróstowo (województwo pomorskie)
Chróstowo (kaszub. Chróstowò) – wieś w Polsce, położona w województwie pomorskim, w powiecie kartuskim, w gminie Stężyca.
Wieś leży na obszarze Kaszubskiego Parku Krajobrazowego. Położona na Kaszubach. Wchodzi w skład sołectwa Żuromino.
W latach 1975–1998 Chróstowo administracyjnie należało do województwa gdańskiego.
Przed 2023 r. miejscowość była częścią wsi Żuromino.
Chróstowo 31 grudnia 2011 r. miało 17 stałych mieszkańców.
W użyciu również wariant nazewniczy Chrustowo.